# Milo Murphys lag
Milo Murphys lag (på engelska Milo Murphy's Law) är en amerikansk animerad TV-serie skapad av Dan Povenmire och Jeff "Swampy" Marsh, skaparna av Phineas & Ferb. Serien hade premiär på Disney XD i USA den 3 oktober 2016.  Sändes i Sverige på Disney Channel 2017.

## Handling
Milo Murphys lag är om Milo Murphy, som är ättling till Edward A. Murphy, Jr, namne av Murphys lag, som säger att "Om något kan gå fel kommer det förr eller senare att göra det". Tillsammans med sin bästa vän Melissa, och den nya killen Zack, ska trion försöka överleva Murphys lag.

## Karaktärer
- Milo Murphy - Engelsk röst: "Weird Al" Yankovic Svensk röst: Adam Giertz
- Melissa Chase - Engelsk röst: Sabrina Carpenter Svensk röst: Elsa Meyer
- Zack Underwood - Engelsk röst: Mekai Curtis Svensk röst: [?]

## Avsnitt
| Nr | Titel                   | Regissör                           | Författare                   | Första sändningsdatum i USA | Första sändningsdatum i Sverige | Produktionskod | Tittare (miljoner) |
| -- | ----------------------- | ---------------------------------- | ---------------------------- | --------------------------- | ------------------------------- | -------------- | ------------------ |
| 1a | "Going the Extra Milo"  | Dan Povenmire och Robert F. Hughes | Dan Povenmire och Kyle Menke | 3 oktober 2016              | 18 mars 2017                    | 101a           | 0.33               |
| 1b | "The Undergrounders"    | Bob Bowen                          | Dani Veteri                  | 3 oktober 2016              | 18 mars 2017                    | 101b           | 0.26               |
| 2a | "Rooting for the Enemy" | Robert F. Hughes                   | Scott Peterson               | 10 oktober 2016             | TBA                             | 102b           | 0.26               |
| 2b | "Sunny Side Up"         | Robert F. Hughes                   | Dan Povenmire och Kyle Menke | 10 oktober 2016             | TBA                             | 102a           | 0.33               |
| 3a | "The Doctor Zone Files" | Bob Bowen                          | Joshua Pruett                | 17 oktober 2016             | TBA                             | 103a           | 0.35               |
| 3b | "The Note"              | Robert F. Hughes                   | Jim Bernstein                | 17 oktober 2016             | TBA                             | 103b           | 0.35               |
| 4a | "Party of Peril"        | Bob Bowen                          | Martin Olson                 | 26 oktober 2016             | TBA                             | 104a           | 0.80               |
| 4b | "Smooth Opera-tor"      | Robert F. Hughes                   | Dani Vetere                  | 26 oktober 2016             | TBA                             | 104b           | 0.80               |
| 5a | "Worked Day"            | Robert F. Hughes                   | Joshua Pruett                | 27 oktober 2016             | TBA                             | 105a           | 0.97               |
| 5b | "The Wilder West"       | Bob Bowen                          | Dani Vetere                  | 27 oktober 2016             | TBA                             | 105b           | 0.97               |